# Апостоли
Апостоли или дванаест апостола (грч. απόστολος — посланик, благовесник) су били ученици и следбеници Исуса Христа.

## Број
Број апостола упућује на број племена Израиљевих. Њихова имена су: Петар, Андреј, Јаков Заведејев, Јован, Филип, Вартоломеј, Тома, Матеј, Јаков Алфејев, Тадеј, Симон и Јуда. Јуда је изгубио апостолство због издаје, а на његово место је изабран Матија. Броју од 12 апостола прибројан је и Павле који је изабран на посебан начин.
После Васкрсења, број апостола се повећао, јер је Исус Христос још за време овоземаљског живота изабрао 70 (односно 72) „малих“ апостола — Седамдесеторицу.

## Значење речи
Апостол у обичном говору је гласоноша, средство или посредник преко кога се изражава воља онога ко шаље поруку. Он је посланик или гласоноша Откровења. Према јеванђељима (јеванђеље значи објаву добре вести), Исус Христос је овластио дванаест ученика (апостола) да делују у његово име.
Апостолство је једно од основних својстава хришћанске цркве на чијим темељима је и изграђена. Изворно, Апостолство представља дванаест Христових апостола чија је мисија била да проповедају Царство Божје и исцељују болесне. Хришћанска црква јесте апостолска, јер се темељи на апостолском пореклу хронолошки и историјски и јер поседује апостолске институције без којих се не може идентификовати.

## Апостол - богослужбена књига
Постоји и богослужбена библијска књига Апостол која се чита утврђеним редоследом пре читања јеванђеља. Књига почиње Делима апостолским, чији је аутор Апостол Лука. После Дела апостолских, долазе саборне посланице Св. Јакова, Петра (две), Јована (три) и Јуде, а после њих, четрнаест посланица Св. Павла: Римљанима, Коринћанима (две), Галатима, Ефесцима, Филипљанима, Колошанима, Солуњанима (две), Тимотеју (две), Титу и Филимону.